# Bell Labs
Nokia Bell Labs (tidligere Bell Labs eller Bell Telephone Laboratories) har været en af verdens væsentligste forsknings- og udviklingsinstitutioner inden for telekommunikation, elektronik og datalogi. Selskabet er i dag ejet af Nokia.
Nokia Bell Labs, oprindeligt Bell Telephone Laboratories (1925–1984), derefter AT&T Bell Laboratories (1984–1996) og Bell Labs Innovations (1996–2007), er et amerikansk industrielt forskning og udviklingsfirma, der er ejet af det finske firma Nokia. Hovedkvarteret ligger i Murray Hill, New Jersey, og driver et verdensomspændende netværk af laboratorier.
Forskere der har arbejdet på Bell Laboratories bliver krediteret med udviklingen af radioastronomi, transistoren, laseren, fotovoltaisk celle, charge-coupled device (CCD), informationsteori, Unix-operativsystemet og programmeringssprogene B, C, C++, S, SNOBOL, AWK, AMPL og andre. Der er blevet givet ti nobelpriser til arbejder de er udført på Bell Laboratories.
Bell Labs blev etableret som en del af den komplekse organisationsstruktur i Bell System telefonkonglomerat. Laboratoriet begyndte i slutningen af 1800-tallet som Western Electric Engineering Department, der lå på 463 West Street i New York City. Efter flere år med forskning og udvikling under Western Electric, blev et Bell-datterselskab, Engineering Department, omdannet til Bell Telephone Laboratories i 1925 og blev placeret under delt ejerskab Western Electric og American Telephone and Telegraph Company (AT&T). I 1960'erne blev laboratoriet og firmaets hovedkvarter flyttet til New Jersey. Nokia købte Bell Labs i 2016.

## Forskning og udvikling
- Forskningsdelen beskæftigede sig med det teoretiske grundlag for telekommunikation inden for emner som matematik, fysik, datalogi, materialelære og behavioral science. Elleve af Bell Labs ansatte har fået en nobelpris for deres arbejde på Bell Labs, fire har fået ACM's Turing Award.

- Udviklingsdelen beskæftigede sig med at udvikle de systemer – både hardware og software – der skulle bruges for at opbygge AT&T's stadig mere komplekse telefonsystem.

## Opfindelser
En lang række afgørende teknologier og opdagelser stammer fra Bell Labs, bl.a.
- Karl Jansky opdagede i 1933 af der udstråler radiobølger fra galaksens centrum, og at denne baggrundsstråling er årsag til støj i telekommunikation. Denne opdagelse blev senere grundlaget for radioastronomi.
- I perioden 1946-1952 udviklede John Bardeen, William Shockley og Walter Brattain transistoren, en opfindelse der kom til at revolutionere fremstilling af radio, tv, computere, telekommunikationsteknologi og alle elektriske apparater.
- I perioden 1940-1948 udviklede Harry Nyquist, Ralph Hartley og Claude Shannon den matematiske informationsteori. Denne nye disciplin i matematikken er det teoretiske grundlag for al digital teknologi, herunder cd, dvd, datanet, moderne telekommunikation, osv.
- I starten af 1970'erne udviklede Ken Thompson, Dennis Ritchie m.fl. styresystemet UNIX, programmeringssproget C, et arbejde Bjarne Stroustrup videreførte i 1980'erne med udvikling af programmeringssproget C++ og Ken Thompson videreførte i 1990'erne med udvikling af styresystemet Plan 9.

Bell Labs har endvidere været afgørende i udviklingen af telefoncentralen, telefax-maskinen, stereo lydoptagelse, film med lyd, tv-transmission, modemmer, kommunikationssatelliter, solceller og meget andet.

## Opsplitning
AT&T havde frem til 1984 monopol på telekommunikation i USA, men var samtidigt underlagt en række restriktioner under den amerikanske monopollovgivning. Dette betød, at AT&T havde forbud mod at markedsføre produkter i andre brancher end telekommunikation (f.eks. computere eller computerprogrammer).
Denne specielle situation betød, at Bell Labs i perioden 1925-1984 dels havde rigeligt med penge (da monopolstatus sikrede AT&T store og sikre indtægter), og at de ansatte ved Bell Labs havde en stor frihed til at forske og dele deres forskning med andre, da AT&T dels ikke havde konkurrenter, dels ikke måtte forfølge muligheder i andre brancher.
I 1984 blev AT&T efter en dom splittet op i en række virksomheder, som hver fik lov at konkurrere i alle brancher.
En del af Bell Labs endte i selskabet Bellcore som udviklingsenhed for de regionale telefonselskaber i USA. Det meste af det tilbageværende Bell Labs blev omdannet til selskabet Lucent Technologies. AT&T har bevaret en lille del af Bell Labs som AT&T Laboratories.
I 2002 blev den tyske fysiker Jan Hendrik Schön i en meget omtalt sag fyret fra Bell Labs efter at være afsløret i videnskabelig uredelighed.